# Купченоков
Купченко́в (укр. Купченків) — село, расположенное на территории Борзнянского района Черниговской области (Украина).